# Saint-Bauzille-de-Putois
Saint-Bauzille-de-Putois – miejscowość i gmina we Francji, w regionie Oksytania, w departamencie Hérault.
Według spisu ludności z 1999 gminę zamieszkiwało 1140 osób, a gęstość zaludnienia wynosiła 62 osób/km² (wśród 1545 gmin Langwedocji-Roussillon Saint-Bauzille-de-Putois plasuje się na 333. miejscu pod względem liczby ludności, natomiast pod względem powierzchni na miejscu 431.).